# Stefan Kąkol
Stefan Kąkol (ur. 7 stycznia 1929 w Niemcowiźnie, gmina Skwirlno, zm. 12 lutego 2005) – aktor scen polskich, związany głównie z Teatrem im. Stefana Jaracza w Olsztynie.

## Edukacja
Do wybuchu wojny w 1939 r. ukończył cztery klasy szkoły powszechnej. Podczas okupacji niemieckiej uczył się krawiectwa. Wiosną 1943 roku został wywieziony na przymusowe roboty do Niemiec, w rodzinne strony wrócił dopiero po wyzwoleniu. Po wojnie ukończył 7-klasową szkołę powszechną, zdał małą maturę i egzamin czeladniczy w zakresie krawiectwa męskiego, co upoważniło go do składania egzaminu w Liceum Techniki Teatralnej (kierunek kostiumologia) w Warszawie. Będąc uczniem liceum statystował w Teatrze Narodowym i Teatrze Polskim oraz w Objazdowym Teatrze Dramatycznym Domu Wojska Polskiego. W 1951 roku, po ukończeniu liceum podjął naukę (od razu na ostatnim roku) w Państwowej Szkole Dramatycznej Teatru Lalek w Warszawie, by po jej ukończeniu złożyć egzamin eksternistyczny w Krakowie.

## Kariera aktorska
Po uzyskaniu dyplomu i złożeniu egzaminu eksternistycznego, we wrześniu 1952 roku rozpoczął pracę aktorską w Teatrze Ziemi Opolskiej w Opolu. Zadebiutował rolą Popowa w „Sztormie” Bill-Biełocerkowskiego 8 listopada 1952. Potem przez cztery sezony, w latach 1955–1959, grał w Teatrze im. Stefana Jaracza Olsztyn-Elbląg. W latach 1959–1973 występował na scenach wielu teatrów. W kolejności chronologicznej były to: Teatr Ziemi Pomorskiej (Popularny) w Grudziądzu (1959–1961), Teatr im. Aleksandra Węgierki w Białymstoku (1961–1962), Scena Objazdowa Teatru Wybrzeże w Gdańsku (1962–1964), Teatr Ziemi Gdańskiej w Gdyni (1964–1968), Teatr im. Adama Mickiewicza w Częstochowie (1968–1970), Teatr Dolnośląski w Jeleniej Górze (1970–1971), Teatr Dramatyczny w Wałbrzychu (1971–1972) i Teatr Ziemi Pomorskiej w Grudziądzu (1972–1973). W roku 1973 powrócił do Olsztyna, do Teatru im. Stefana Jaracza. Był aktorem aktywnym zawodowo do roku 2004.
Obok twórczości teatralnej, Stefan Kąkol zagrał szereg ról drugoplanowych i epizodycznych w polskich filmach fabularnych i serialach telewizyjnych, a także współpracował z lokalnymi rozgłośniami radiowymi.

## Działalność społeczna i polityczna
Stefan Kąkol pasję sceniczną łączył zawsze z pracą społeczno-polityczną. Był działaczem młodzieżowym w Związku Młodzieży Wiejskiej „Wici” i Związku Młodzieży Polskiej. Działał w związkach zawodowych oraz był przewodniczącym Komisji Rozjemczej w teatrze. Był członkiem Polskiej Zjednoczonej Partii Robotniczej, gdzie wielokrotnie wybierany był na funkcję I Sekretarza Podstawowej Komórki Partyjnej (również w okresie po sierpniu 1980). Obok pracy politycznej i społecznej Stefan Kąkol był zaangażowany w rozwój teatralnego ruchu amatorskiego na terenie województwa olsztyńskiego.

## Działalność teatralna
1949 – Objazdowy Teatr Dramatyczny Domu Wojska Polskiego Warszawa
| Tytuł sztuki | Autor        | Postać/Rola                       | Funkcja | Premiera   | Reżyser        |
| ------------ | ------------ | --------------------------------- | ------- | ---------- | -------------- |
| Matka        | Maksym Gorki | Robotnik na barykadach (statysta) |         | 1949-12-11 | Emil Chaberski |

1950 – Teatr Narodowy im. Wojska Polskiego Warszawa
| Tytuł sztuki       | Autor       | Postać/Rola | Funkcja | Premiera   | Reżyser                |
| ------------------ | ----------- | ----------- | ------- | ---------- | ---------------------- |
| Jak wam się podoba | Shakespeare | (statysta)  |         | 1950-09-15 | Władysław Krasnowiecki |

1952-1954 Teatr Ziemi Opolskiej Opole
| Tytuł sztuki       | Autor                        | Postać/Rola                | Funkcja | Premiera   | Reżyser                         |
| ------------------ | ---------------------------- | -------------------------- | ------- | ---------- | ------------------------------- |
| Sztorm             | Władimir Bill-Białocerkowski | Popow                      |         | 1952-11-08 | Krystyna Skuszanka              |
| Niemcy             | Leon Kruczkowski             | Juryś                      |         | 1953-02-21 | Jan Kochanowicz, Ireneusz Erwan |
| Miarka za miarkę   | Shakespeare                  | Profos                     |         | 1953-05-31 | Krystyna Skuszanka              |
| Zwycięstwo         | Janusz Warmiński             | Antoni, Bogdan Maliszewski |         | 1953-07-22 | Ireneusz Erwan                  |
| Młoda gwardia      | bv                           | Iwan Turkienicz            |         | 1953-12-04 | Andrzej Dobrowolski             |
| Igraszki z diabłem | Jan Drda                     | Diabeł                     |         | 1954-03-19 | Andrzej Dobrowolski             |
| Wesele Figara      | Pierre de Beaumarchais       | Antonio                    |         | 1954-07-17 | Eugeniusz Aniszczenko           |
| Tania              | Aleksiej Arbuzow             | Baszniak                   |         | 1954-12-11 | Sławomir Misiurewicz            |
| Ludzie i cienie    | Andrzej Wydrzyński           | Józef                      |         | 1955-02-12 | Krystyna Skuszanka              |
| Barberyna          | Alfred de Musset             | Służący w oberży           |         | 1955-05-14 | Jerzy Krasowski                 |

1956-1959 Teatr im. Stefana Jaracza Olsztyn-Elbląg
| Tytuł sztuki                    | Autor                  | Postać/Rola         | Funkcja | Premiera   | Reżyser                |
| ------------------------------- | ---------------------- | ------------------- | ------- | ---------- | ---------------------- |
| Narodziny poety                 | Janusz Teodor Dybowski | Franciszek Malewski |         | 1956-03-22 | Zofia Modrzewska       |
| Antygona                        | Jean Anouilh           | Strażnik Komenda    |         | 1957-04-06 | Tadeusz Aleksandrowicz |
| Sprytna wdówka                  | Carlo Goldoni          | Arlekin             |         | 1958-01-05 | Barbara Kilkowska      |
| Epoka tempa „Człowiek za burtą" | Antoni Cwojdziński     | Zbyszek             |         | 1958-05-01 | Jolanta Skubniewska    |
| Wojna i Pokój                   | Lew Tołstoj            | Dołochow            |         | 1959-04-18 | Tadeusz Żuchniewski    |
| Wesele Figara                   | Pierre de Beaumarchais | Bazylio             |         | 1959-06-27 | Aleksander Długosz     |

1959-1961 Teatr Popularny Grudziądz
| Tytuł sztuki                  | Autor                | Postać/Rola        | Funkcja           | Premiera   | Reżyser                           |
| ----------------------------- | -------------------- | ------------------ | ----------------- | ---------- | --------------------------------- |
| Niemcy                        | Leon Kruczkowski     | Urzędnik policyjny |                   | 1959-11-21 | Aleksander Gąssowski              |
| Żołnierz Królowej Madagaskaru | Stanisław Dobrzański | Kazio              |                   | 1960-03-06 | Aleksander Gąssowski, Roman Szmar |
| Kobieta morza                 | Henryk Ibsen         | Ballested          |                   | 1960-07-02 | Aleksander Gąssowski              |
| Niezwykła przygoda            | Janusz Odrowąż       | Filipek            | Asystent reżysera | 1960-10-08 | Aleksander Gąssowski              |
| Król włóczęgów                | J.H. Mac Carthy      | Robin              | Asystent reżysera | 1961-02-10 | Elwira Turska                     |

1961-1962 Teatr Propozycji im. Aleksandra Węgierki Białystok
| Tytuł sztuki                       | Autor                   | Postać/Rola          | Funkcja           | Premiera   | Reżyser                 |
| ---------------------------------- | ----------------------- | -------------------- | ----------------- | ---------- | ----------------------- |
| Trudna młodość                     | Irena Szeliga           | Mecenas Niemierowicz |                   | 1961-11-25 | Jerzy Zegalski          |
| Himmelkommando                     | D.Lebović, A. Obrenowić | Żyd – zegarmistrz    |                   | 1962-01-22 | Michał Rosiński         |
| Krwawe gody                        | G. Lorca                | Młodzieniec          |                   | 1962-….    | Jerzy Zegalski          |
| Farsa o mistrzu Piotrze Pathelinie | Anonim                  | Sędzia               |                   | 1962-04-07 | Krystyna Meissner       |
| Wielki Bobby                       | Krzysztof Gruszczyński  | brak danych          | Asystent reżysera | 1962-…     | Aleksander Gabrusiewicz |
| Kot w butach                       | Zenon Laurentowski      | brak danych          | Asystent reżysera | 1962-…     | Stanisław Jaszkowski    |

1962-1963 Teatr Wybrzeże Gdańsk (Scena Objazdowa)
| Tytuł sztuki        | Autor                 | Postać/Rola        | Funkcja | Premiera   | Reżyser               |
| ------------------- | --------------------- | ------------------ | ------- | ---------- | --------------------- |
| Most                | Jerzy Szaniawski      | Janek (zastępstwo) |         | 1962-09-   | Walerian Lachnitt     |
| Komedia o młynie    | Lope de Vega          | Tamiro – parobek   |         | 1963-01-12 | Maria Chodecka        |
| Lato w Nohant       | Jarosław Iwaszkiewicz | Teodor Rousseau    |         | 1963-05-17 | Walerian Lachnitt     |
| Hamlet nie ma racji | Margit Gaspar         | Fritzi             |         | 1963-10-05 | Walerian Lachnitt     |
| Zemsta              | Aleksander Fredro     | Mularz I           |         | 1963-11-29 | Kazimierz Łastawiecki |

1964-1968 Teatr Ziemi Gdańskiej Gdynia
| Tytuł sztuki               | Autor                      | Postać/Rola       | Funkcja           | Premiera    | Reżyser                  |
| -------------------------- | -------------------------- | ----------------- | ----------------- | ----------- | ------------------------ |
| Marchołt                   | Roman Brandstaetter        | Baltazar          |                   | 1964-04-13  | Maria Chodecka           |
| Mirandolina                | Carlo Goldoni              | Służący Kawalera  |                   | 1964-06-19  | Janina Orsza-Łukasiewicz |
| Pierwsze kroki             | Leon Pasternak             | Kazik             |                   | 1964-09-…   | Walerian Lachnitt        |
| Odwety                     | Leon Kruczkowski           | Urbaniak          |                   | 1965-03-06  | Zbigniew Bessert         |
| Doktor Lubelski            | Franciszek Zabłocki        | Pijak             |                   | 1965-06-04  | Maria Chodecka           |
| Mazepa                     | Juliusz Słowacki           | Chrząstka         |                   | 1965-…      | Kazimierz Brodzikowski   |
| Ostatnia stacja            | Erich Maria Remarque       | Schmidt           |                   | 1965-12-10  | Walerian Lachnitt        |
| Policja                    | Sławomir Mrożek            | Policjant         | Asystent reżysera | 1966-06-09  | Jan Perz                 |
| Droga do Czarnolasu        | Aleksander Maliszewski     | Piotr – szlachcic |                   | 1966-09-... | Maria Chodecka           |
| Jaśnie Pan Nikt            | Lope de Vega               | Camillo           |                   | 1966-12-19  | Elwira Turska            |
| Opowieść pewnej dziewczyny | Aleksiej Twierskoj         | Astronom          |                   |             | Janina Orsza-Łukaszewicz |
| Gwałtu co się dzieje       | Aleksander Fredro          | Filip Grzegotka   |                   | 1967-11-18  | Eugeniusz Aniszczenko    |
| Alkad z Zalamei            | Pedro Calderon de la Barca | Sierżant          |                   | 1968-02-24  | Maria Chodecka           |
| Bezimienna gwiazda         | Mihail Sebastian           | Pascu             |                   | 1968-…      | Walerian Lachnitt        |

1968-1970 Teatr im. Adama Mickiewicza Częstochowa
| Tytuł sztuki       | Autor                        | Postać/Rola               | Funkcja           | Premiera   | Reżyser              |
| ------------------ | ---------------------------- | ------------------------- | ----------------- | ---------- | -------------------- |
| Potop              | Henryk Sienkiewicz           | Sakowicz                  |                   | 1968-04-06 | Bohdan Czechak       |
| Tor                | Jan Paweł Gawlik             | Roberto Zuchelli;Reporter |                   | 1968-11-17 | Ryszard Smożewski    |
| Czarująca szewcowa | Federico Garcia Lorca        | Kawaler I                 |                   | 1969-01-17 | Aleksandra Mianowska |
| Symulanci          | Albin Siekierski             | Jasio                     |                   | 1969-03-29 | Walerian Lachnitt    |
| W gołębniku        | Ignacy Nikorowicz            | Sylwester Rański          |                   | 1969-06-07 | Andrzej Uramowicz    |
| Chłopi             | Władysław Reymont            | Staszek                   |                   | 1969-09-14 | Wanda Wróblewska     |
| Rewizor            | Mikołaj Gogol                | Osip                      |                   | 1969-10-30 | Jerzy Ukleja         |
| Królowa Śniegu     | Eugeniusz Szwarc             | Kruk, Zbój Karpiel        |                   | 1969-12-21 | Jerzy Ukleja         |
| Dwa teatry         | Jerzy Szaniawski             | Andrzej                   |                   | 1970-03-21 | Edmund Pietryk       |
| Kawior i kaszanka  | Scarnicci G., Tarabusi R.    | Marcello                  |                   | 1970-06-27 | Andrzej Uramowicz    |
| Rapsod o Leninie   | adaptacja – Bolesław Lubosza |                           | Asystent reżysera | 1970-04-11 | Jerzy Ukleja         |

1970-1971 Teatr Dolnośląski Jelenia Góra
| Tytuł sztuki              | Autor           | Postać/Rola   | Funkcja | Premiera   | Reżyser            |
| ------------------------- | --------------- | ------------- | ------- | ---------- | ------------------ |
| Barbara Radziwiłłówna     | Alojzy Feliński | Poseł na Sejm |         | 1970-10-11 | Wojciech Skibiński |
| Dobry człowiek z Seczuanu | Bertolt Brecht  | Policjant     |         | 1971-02-25 | Wanda Laskowska    |

1971-1972 Teatr Dramatyczny Wałbrzych
| Tytuł sztuki    | Autor              | Postać/Rola | Funkcja           | Premiera   | Reżyser              |
| --------------- | ------------------ | ----------- | ----------------- | ---------- | -------------------- |
| Zakładnicy      | Ivan Bukovčan      | Szustek     |                   | 1971-09-11 | Tadeusz Pliszkiewicz |
| Szkoła żon      | Moliere            | Chryzald    |                   | 1971-10-…  | Maryna Broniewska    |
| Jasełka moderne | Ireneusz Iredyński | Strażnik    | Asystent reżysera | 1972-04-08 | Tadeusz Pliszkiewicz |

1972-1973 Teatr Ziemi Pomorskiej Grudziądz
| Tytuł sztuki                 | Autor                                          | Postać/Rola       | Funkcja           | Premiera   | Reżyser                |
| ---------------------------- | ---------------------------------------------- | ----------------- | ----------------- | ---------- | ---------------------- |
| On (opowieść o życiu Lenina) | adaptacja – J. Keller, Z. Kopalko, J. Siekiera |                   | Asystent reżysera | 1972-…     | Krzysztof Rościszewski |
| Trędowata                    | Helena Mniszkówna                              | Książę Franciszek |                   | 1972-11-11 | Krzysztof Rościszewski |
| Antygona                     | Sofokles                                       |                   | Asystent reżysera | 1973-01-13 | Krzysztof Rościszewski |
| Kondukt                      | Bohdan Drozdowski                              | Pawelski          |                   | 1973-03-24 | Ryszard Major          |

1973-2004 Teatr im. Stefana Jaracza Olsztyn
| Tytuł sztuki                                     | Autor                                                       | Postać/Rola                 | Funkcja           | Premiera                          | Reżyser                     |
| ------------------------------------------------ | ----------------------------------------------------------- | --------------------------- | ----------------- | --------------------------------- | --------------------------- |
| Igraszki z diabłem                               | Jan Drda                                                    | Karborund                   |                   | 1973-09-23                        | Jolanta Ziemińska           |
| Szkoła żon                                       | Moliere                                                     | Enryk                       | Asystent reżysera | 1974-04-06                        | Janusz Kozłowski            |
| Dwa Klony                                        | Eugeniusz Szwarc                                            | Niedźwiedź                  | Asystent reżysera | 1974-07-13                        | Jerzy Próchnicki            |
| Styczeń                                          | Jordan Radiczkow                                            | Karolek                     |                   | 1975-02-15                        | Janusz Kozłowski            |
| Dziś do ciebie przyjść nie mogę…                 | Lech Budrecki, Ireneusz Kanicki                             |                             | Asystent Reżysera | 1975-05-03                        | Ireneusz Kanicki            |
| Grupa Laokona                                    | Tadeusz Różewicz                                            | Celnik I, Ordynator         |                   | 1975-07-16                        | Janusz Kozłowski            |
| Zamek                                            | Franz Kafka                                                 | Lasemann                    |                   | 1976-02-14                        | Henryk Baranowski           |
| Znachor                                          | Tadeusz Dołęga-Mostowicz                                    | Wiktor Kania                | Asystent reżysera | 1976-04-19                        | Krzysztof Rościszewski      |
| Iwona, księżniczka Burgunda                      | Witold Gombrowicz                                           | Wielki sędzia               | Asystent reżysera | 1976-12-10                        | Henryk Baranowski           |
| Robin Hood                                       | Tadeusz Kraszewski                                          | Ksiądz                      | Asystent reżysera | 1977-02-18                        | Piotr Cieślak               |
| Dziady                                           | Adam Mickiewicz                                             | Hrabia, Baranek, Lokaj      | Asystent Reżysera | 1977-05-…                         | Henryk Baranowski           |
| Wariatka z Chaillot                              | Jean Giraudoux                                              | Robotnik kanalizacyjny      |                   | 1977-11-19                        | Lech Hellwig-Górzyński      |
| Pastorałka                                       | Leon Schiller                                               | Chłopek                     | Asystent reżysera | 1977-12-17                        | Maryna Broniewska           |
| Białe małżeństwo                                 | Tadeusz Różewicz                                            |                             | Asystent reżysera | 1978-04-08                        | Andrzej Rozhin              |
| Pierścień i Róża                                 | William M. Thackeray                                        | Antoni Gburiano             |                   | 1978-09-17                        | Andrzej Rozhin              |
| Przedstawienie „Hamleta” we wsi Głucha Dolna     | Ivo Brešan                                                  |                             | Asystent Reżysera | 1979-03-17                        | Krzysztof Rościszewski      |
| Mały tygrys Pietrek                              | Hanna Januszewska                                           | Doktor                      | Asystent reżysera | 1979-05-27                        | Leszek Śmigielski           |
| Lot nad kukułczym gniazdem                       | Ken Kesey                                                   | Fredericks                  | Asystent reżysera | 1979-09-…                         | Jan Błeszyński              |
| Bolek i Lolek. Wyprawa kosmiczna jakiej świat... | Mieczysław Dembowski                                        | Pilot Automatyczny          |                   | 1980-01-13                        | Bohdan Głuszczak            |
| Oni                                              | Stanisław I. Witkiewicz                                     | Żołnierz Policji            | Asystent reżysera | 1980-05-…                         | Andrzej Markowicz           |
| Kopciuch                                         | Janusz Głowacki                                             | Operator                    | Asystent reżysera | 1980-10-18                        | Janusz Kozłowski            |
| Ubu Król                                         | Alfred Jarry                                                |                             | Asystent reżysera | 1981 luty; do premiery nie doszło | Zbigniew Wróbel             |
| Wróg ludu                                        | Ibsen Henryk                                                | Mieszczanin                 |                   | 1981-04-11                        | Jan Błeszyński              |
| Pieśń o drodze                                   | Jerzy Ignaciuk                                              |                             | Asystent reżysera | 1981-07-04                        | J. Pacocha, K. Rościszewski |
| Ksiądz Marek                                     | Juliusz Słowacki                                            | Oficer Raportowy            | Asystent reżysera | 1982-04-…                         | Wojciech Pisarek            |
| Na dnie                                          | Maksym Gorki                                                | Miedwiediew                 |                   | 1982-10-23                        | Krzysztof Rościszewski      |
| Hamlet                                           | William Shakespeare                                         | Woltemand                   |                   | 1983-03-27                        | Krzysztof Rościszewski      |
| Zemsta                                           | Aleksander Fredro                                           | Perełka                     |                   | 1983-06-19                        | Janusz Kozłowski            |
| Nowe szaty króla                                 | Aleksander Maliszewski                                      | Wartownik                   |                   | 1983-09-…                         | Krzysztof Rościszewski      |
| Ślub                                             | Witold Gombrowicz                                           | I Dostojnik                 |                   | 1983-12-17                        | Wojciech Maryański          |
| Kordian                                          | Juliusz Słowacki                                            | Adiutant                    |                   | 1984-02-24                        | Jerzy Hutek                 |
| Wesele                                           | Stanisław Wyspiański                                        | Ksiądz                      |                   | 1984-10-28                        | Jerzy Wróblewski            |
| Żabie czary                                      | Henryk Matus                                                | Doktor Pigułka              |                   | 1984-12-…                         | Krzysztof Ziembiński        |
| Popiół i diament                                 | Jerzy Andrzejewski                                          | Słomka                      |                   | 1985-03-16                        | Roman Kordziński            |
| Ożenek                                           | Mikołaj Gogol                                               | Starikow                    | Asystent reżysera | 1985-05-25                        | Krzysztof Ziembiński        |
| Ożenić się nie mogę                              | Aleksander Fredro                                           | Maciej                      | Asystent reżysera | 1985-09-21                        | Krzysztof Ziembiński        |
| Wielki Fryderyk                                  | Adolf Nowaczyński                                           | Rohdich                     | Asystent reżysera | 1985-11-16                        | Roman Kordziński            |
| Zemsta                                           | Aleksander Fredro                                           | Perełka                     | Asystent reżysera | 1986-02-16                        | Stefania Domańska           |
| Punk czyli ballada i sonet                       | Roman Kordziński                                            | Tułacz                      | Asystent reżysera | 1986-03-22                        | Roman Kordziński            |
| Spójrzcie kto do nas zawitał                     | Władimir Arro                                               | Prigorszniow                | Asystent reżysera | 1986-05-31                        | Ewa Petelska                |
| Noc listopadowa                                  | Stanisław Wyspiański                                        | Kuruta                      | Asystent reżysera | 1986-11-22                        | Roman Kordziński            |
| Kowal, pieniądze i gwiazdy                       | Jerzy Szaniawski                                            | Przechodzeń                 |                   | 1987-03-…                         | Stefania Domańska           |
| Opiekun mojej żony                               | Georges Feydeau                                             | Pincon                      | Asystent reżysera | 1987-06-07                        | Krzysztof Ziembiński        |
| Lekarz mimo woli                                 | Molière                                                     | Pan Robert                  | Asystent reżysera | 1987-10-…                         | Jerzy Wróblewski            |
| Romans z wodewilu                                | Władysław Krzemiński                                        | Józef                       |                   | 1988-01-16                        | Stefania Domańska           |
| Rewolwer                                         | Aleksander Fredro                                           | Monti                       | Asystent reżysera | 1988-06-30                        | Jerzy Wróblewski            |
| Szalbierz                                        | György Spiró                                                | Wróbel, inspicjent          | Asystent reżysera | 1988-10-…                         | Krzysztof Ziembiński        |
| Rewizor                                          | Mikołaj Gogol                                               | Osip; Żandarm               | Asystent reżysera | 1988-12-10                        | Walery Bucharin             |
| Królewna Śnieżka                                 | J. Rakowiecki, J. Wittlin                                   | Strażnik                    |                   | 1989-02-04                        | Stefania Domańska           |
| Tramwaj zwany pożądaniem                         | Tennessee Williams                                          | Pablo                       | Asystent reżysera | 1989-04-…                         | Jerzy Wróblewski            |
| Bez sexu, proszę                                 |                                                             | Pan Nedham                  |                   | 1989-10-…                         | Krzysztof Szuster           |
| Calineczka                                       | Maciej Staropolski                                          | Szerszeń, Kret, Tukan       | Asystent reżysera | 1990-03-18                        | Jacek Medwecki              |
| Bóg                                              | Woody Allen                                                 | Mężczyzna z widowni         |                   | 1990-05-12                        | Marek Mokrowiecki           |
| Henry Miller                                     | H. Miller/ według T.S. Eliot                                | Urzędnik francuski          |                   | 1990-10-13                        | Bogusław Jasiński           |
| Ocean niespokojny (rock-opera)                   | libretto – Andrzej Wozniesieński, muzyka – Aleksij Rybnikow | Marynarz                    |                   | 1991-01-…                         |                             |
| Sen nocy letniej                                 | Shakespeare                                                 | Zdechlak                    |                   | 1991-04-28                        | Jacek Andrucki              |
| Narzeczona rozbójnika                            | Alfred Uhry                                                 | Kapitan                     |                   | 1991-09-14                        | Wojciech Kępczyński         |
| Pinokio                                          | Maciej Staropolski                                          | Karabinier, Niedźwiedź, Lew | Asystent reżysera | 1991-11-09                        | Jacek Medwecki              |
| Cień                                             | Wojciech Młynarski                                          | Kapral Straży Królewskiej   |                   | 1992-04-05                        | Zbigniew Marek Hass         |
| Alicja w krainie czarów                          | Maciej Staropolski                                          | Strażnik, Karta             | Asystent reżysera | 1993-02-27                        | Jacek Medwecki              |
| Żołnierz królowej Madgaskaru                     | Julian Tuwim według Dobrzańskiego                           | Nikifor                     |                   | 1993-06-06                        | Zbigniew Marek Hass         |
| Msza za miasto Arras                             | Andrzej Szczypiorski                                        | Yvonnet                     |                   | 1994-01-23                        | Janusz Kijowski             |
| Balladyna                                        | Juliusz Słowacki                                            | Ten                         |                   | 1994-10-08                        | Bogusław Kierc              |
| Czyż nie dobija się koni?                        | Horace McCoy                                                | Barman Sam                  |                   | 1995-02-11                        | Tomasz Dutkiewicz           |
| Igraszki z diabłem                               | Drda Jan                                                    | Belzebub                    |                   | 1997-06-28                        | Waldemar Matuszewski        |
| Zemsta                                           | Aleksander Fredro                                           | Śmigalski                   |                   | 1998-04-18                        | Andrzej Rozhin              |
| Czarownice z Salem                               | Arthur Miller                                               | Ezekiel Cheever             |                   | 1999-02-13                        | Janusz Kijowski             |
| Chory z urojenia                                 | Molière                                                     | Pan Wonny                   |                   | 1999-09-18                        | Tomasz Obara                |
| Kordian                                          | Juliusz Słowacki                                            | Ksiądz                      |                   | 2000-09-16                        | Adam Hanuszkiewicz          |
| Wesele                                           | Stanisław Wyspiański                                        | Upiór                       |                   | 2001-02-17                        | Adam Hanuszkiewicz          |
| Makbet                                           | Shakespeare                                                 | Odźwierny                   |                   | 2001-03-17                        | Tomasz Obara                |
| Ślub                                             | Witold Gombrowicz                                           | Szef Policji                |                   | 2004-03-06                        | Andrzej Pawłowski           |

## Role filmowe
- 1972 – „Diabeł” (1972) jako obłąkany; nie występuje w czołówce,
- 1972 – „Gruby” jako kolaborant,
- 1976 – „Wakacje” jako Zygmunt, księgowy obozu lekarzy,
- 1977 – „Milioner” jako chłop,
- 1979 – „Kobieta i kobieta” jako kierownik budowy domu wczasowego w Grodnikach,
- 1979 – „W słońcu i w deszczu” jako Kalinowski,
- 1979 – „Zerwane cumy” jako mieszkaniec wsi,
- 1980 – „Królowa Bona” jako cześnik Gasztołda; nie występuje w czołówce),
- 1981 – „Czwartki ubogich” jako porucznik MO,
- 1982 – „Jeśli się odnajdziemy” jako Stefan Ziębiński,
- 1984 – „Pan na Żuławach” jako chłop spod Kobrynia,
- 1985 – „Przyłbice i kaptury” jako biskup,
- 1989 – „Odbicia” jako rolnik (odc. 7)
- 2001 – „Kameleon” (serial TV) jako Czesio, szef pizzerii,
- 2002 – „Dwie miłości” jako gospodarz,
- 2002 – „Psie serce” jako mieszkaniec wsi

## Odznaczenia i nagrody
- Złoty Krzyż Zasługi (1975)
- Medal 40-lecia Polski Ludowej (1985)
- Odznaka „Zasłużony Działacz Kultury” (1975)
- Odznaka „Zasłużony dla Warmii i Mazur” (1976)
- Odznaka „Zasłużony Działacz Związków Zawodowych” (1975)
- Nagroda Prezydenta Olsztyna z okazji 50-lecia pracy artystycznej (2002)